# 多糖胶
多糖胶是以多糖为主要成分的天然胶性物质，可作增稠剂、胶凝剂、黏合剂等用途。